# 엘사 (디즈니 캐릭터)
엘사(영어: Elsa)는 월트 디즈니 애니메이션 스튜디오 제53번째 애니메이션 영화 《겨울왕국》과 후속작인 《겨울왕국 2》에 나오는 캐릭터이다.
크리스 벅과 제니퍼 리가 캐릭터를 만들었으며, 엘사는 디즈니 영화에서 스칸디나비아에 있는 가상의 왕국인 아렌델의 왕위계승자이자 안나의 언니로 첫 등장하였다. 엘사는 얼음과 눈을 만들 수 있는 마법을 쓸 수 있다.
주먹왕 랄프2에서 공주들의 대기실에서 안나, 벨, 라푼젤, 오로라, 모아나, 신데렐라 등의 등장인물들과 함께 나왔다.
참고로, Elsa는 Elisabeth의 애칭이며, 주로 스칸디나비아 국가에서 사용되는 여자 이름이다.

## 개발

### 기원과 컨셉

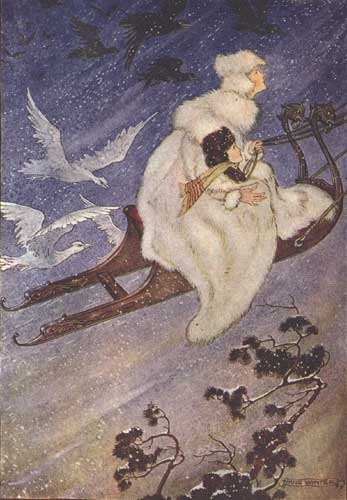
엘사의 기초가 된 눈의 여왕

1937년 월트 디즈니는 한스 크리스티안 안데르센의 동화 《눈의 여왕》을 영화화하려고 시도했다. 동화는 안나의 기초가 된 젤다라는 소녀와 마법 거울의 조각에 눈이 찔리고 이후 눈의 여왕에게 납치된 소년 카이라는 두 아이가 주인공이다. 그러나, 디즈니는 동화의 주인공 역할인 눈의 여왕을 다각적으로 접근하여 그럴 듯하게 창조하려고 노력했고, 악당으로 창조하려고 생각했다. 동화에서, 눈의 여왕은 "수만 개의 빛나는 눈꽃이 연결된 듯한 하얀 천으로 만든 옷을 입은 여성이다. 눈의 여왕은 흰 피부에 아름다웠지만 빛나고 반짝이는 얼음으로 만들어졌다. 그럼에도 여왕은 살아있었고, 그 눈은 별처럼 빛났지만 평화나 그 이외의 것이 담겨 있지는 않았다"라고 묘사되었다. 디즈니는 눈의 여왕을 더욱 실감나게 만드는 방법을 찾지 못했고, 영화 계획을 결국 폐지했다.
폴과 가에탕 브리치, 딕 존닥, 글렌 킨, 데이브 괴츠와 같은 경영진들이 프로젝트를 진행시키기 위해 노력했다. 2011년 크리스 벅 감독은 또 다른 방식으로 캐릭터를 도입시키려고 했으나 눈의 여왕을 다루면서 문제에 부딪혔다. 프로듀서 피터 델베코는 이런 문제가 눈의 여왕 자체가 공감대를 형성하지 못하고, 너무 고립되어 있으며 다른 사람과 인간적인 관계를 맺지 않았기 때문에 발생한다고 설명했다. 이에 따라 경영진이 눈의 여왕의 동기를 설명할 수 없었다. 몇몇 변화를 제안한 이후, 각본 팀은 눈의 여왕을 안나의 언니로 만들자고 제안했다. "우리가 두 캐릭터가 자매가 될 수 있다는 사실을 깨달았을 때, 모든 것이 바뀌었습니다"라고 델베코는 말했다.
눈의 여왕에게는 엘사라는 이름이 붙었고, 계속 악당 역할로 남아 있었다. 디즈니는 2013년 5월, 겨울왕국의 줄거리를 다음과 같이 발표했다.
안나가 소원해진 언니이자 냉혈한인 눈의 여왕으로부터 저주를 받았을 때, 안나가 이 저주를 풀 유일한 희망은 얼음에 뒤덮인 세계를 가로질러 위험하고도 스릴 넘치는 여행에서 살아남는 것이다. 안나가 자신의 언 마음을 녹이고자 한다면, 거침없고 짜릿함을 추구하는 외향적인 남자, 그가 타고 다니는 사슴, 그리고 불행한 눈사람과 함께 안나는 시간을 거슬러 달리고, 비바람을 이겨내고, 위협적인 눈사람 군대와 싸워야 한다.

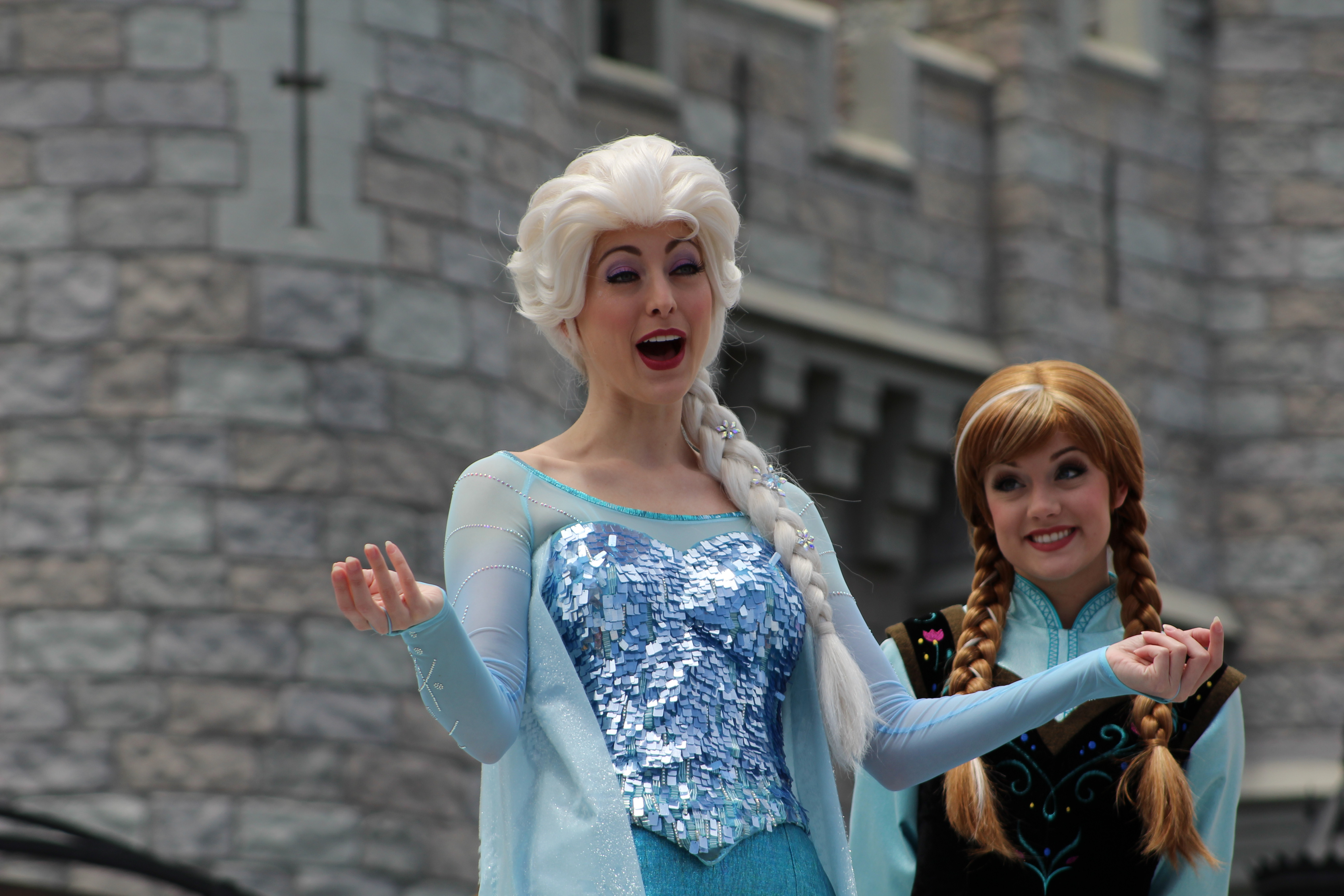

초기 각본에서는 엘사의 적대적인 행동이 더 많이 등장했다. 아렌델을 일부러 영원한 겨울로 만들고, 눈의 여왕의 눈꽃 군대와 비슷한 눈사람 군대를 만들기도 한다. 올라프는 엘사가 너무 겁이 많다는 이유로 쫓겨난 작은 눈사람으로 묘사되었다. 하지만 두 달 만에 각본은 엘사가 자신의 힘을 통제할 수 없는 것을 강조하는 것으로 대체되었다. 올라프는 엘사가 만든 유일한 눈사람으로 변경되었고, 자매의 어릴적 우정을 환기시키는 역할로 대체되었다. 최종판에서 엘사는 올라프가 "마시맬로"라 이름붙인 거대한 눈 창조물을 만들어내는데, 엘사의 능력이 괴물스럽다고 낙인찍힌 이후 엘사의 호위관이 된다. 감독 제니퍼 리에 따르면 엘사는 궁극적으로 카이와 눈의 여왕의 합성물이 되었고, 동정적인 모습이 더욱 강조되었다. 델베코 프로듀서는 "엘사가 악당 같은 일들을 할 때도 있지만, 그런 행동들이 어디서부터 비롯되었는지 살펴본다면 당신은 엘사를 이해할 것이다."라고 덧붙였다.